# アメイジング!
『アメイジング!』（原題：Feats Don't Fail Me Now）は、アメリカ合衆国のロック・バンド、リトル・フィートが1974年に発表した4作目のスタジオ・アルバム。

## 背景
前作『ディキシー・チキン』（1973年）発表後、リッチー・ヘイワードが一時的に解雇されるというトラブルが起きるが、最終的にヘイワードはバンド復帰を果たし、後のインタビューにおいて本作のレコーディングを「リユニオンのようなものだった」と語っている。本作の最後に収録された「メドレー」は、アルバム『セイリン・シューズ』（1972年）からの2曲のリメイクである。ネオン・パークの手によるジャケットには、リンカーン・コンチネンタルに乗ったマリリン・モンローとジョージ・ワシントンが描かれている。
本作は、リトル・フィートのアルバムとしては初めて日本盤LPが発売された。

## 反響・評価
バンドは本作で初めて、母国アメリカの総合アルバム・チャートBillboard 200にチャート・インを果たしており、最高36位を記録した。1986年4月にはRIAAによりゴールドディスクに認定された。
Stephen Thomas Erlewineはオールミュージックにおいて5点満点中4点を付け「『ディキシー・チキン』が、ソングライター及びバンド・リーダーとしてのローウェル・ジョージの絶頂を示したアルバムだとすれば、本作は全メンバーが最良の仕事を提示した、グループとしての絶頂を示した作品である」と評している。

## 収録曲
Side 1
1. ロックン・ロール・ドクター - "Rock & Roll Doctor" (Lowell George, Fred Martin) - 2:59
2. オー・アトランタ - "Oh Atlanta" (Bill Payne) - 3:29
3. スキン・イット・バック - "Skin It Back" (Paul Barrère) - 4:12
4. ダウン・ザ・ロード - "Down the Road" (L. George) - 3:46
5. スパニッシュ・ムーン - "Spanish Moon" (L. George) - 3:05

Side 2
1. 頼もしい足 - "Feats Don't Fail Me Now" (P. Barrère, L. George, F. Martin) - 2:27
2. ファン - "The Fan" (L. George, B. Payne) - 4:29
3. メドレー - "Medley" - 9:59
  - コールド・コールド・コールド - "Cold Cold Cold" (L. George)
  - トライプ・フェイス・ブギー - "Tripe Face Boogie" (B. Payne, Richie Hayward)

## カヴァー
- ロックン・ロール・ドクター
  - シェール - アルバム『Stars』（1975年）に収録[7]。
  - クリス・スミザー（英語版） - アルバム『Happier Blue』（1993年）に収録[8]。
- オー・アトランタ
  - エミルー・ハリス - アルバム『Evangeline』（1981年）に、作曲者のビル・ペインもピアノ演奏で参加したカヴァーを収録[9]。
- スパニッシュ・ムーン
  - ロバート・パーマー - アルバム『Some People Can Do What They Like』（1976年）に収録[10]。

## 参加ミュージシャン
- ローウェル・ジョージ - ボーカル、ギター
- ポール・バレア - ボーカル、ギター
- ビル・ペイン - ボーカル、キーボード
- ケニー・グラッドニー - ベース
- リッチー・ヘイワード - ドラムス、バックグラウンド・ボーカル
- サム・クレイトン - パーカッション、ボーカル

アディショナル・ミュージシャン
- ゴードン・デウィッティ - クラビネット(on "Spanish Moon")
- エミルー・ハリス - バックグラウンド・ボーカル
- フラン・テイト - バックグラウンド・ボーカル
- ボニー・レイット - バックグラウンド・ボーカル